# Passagenhuset

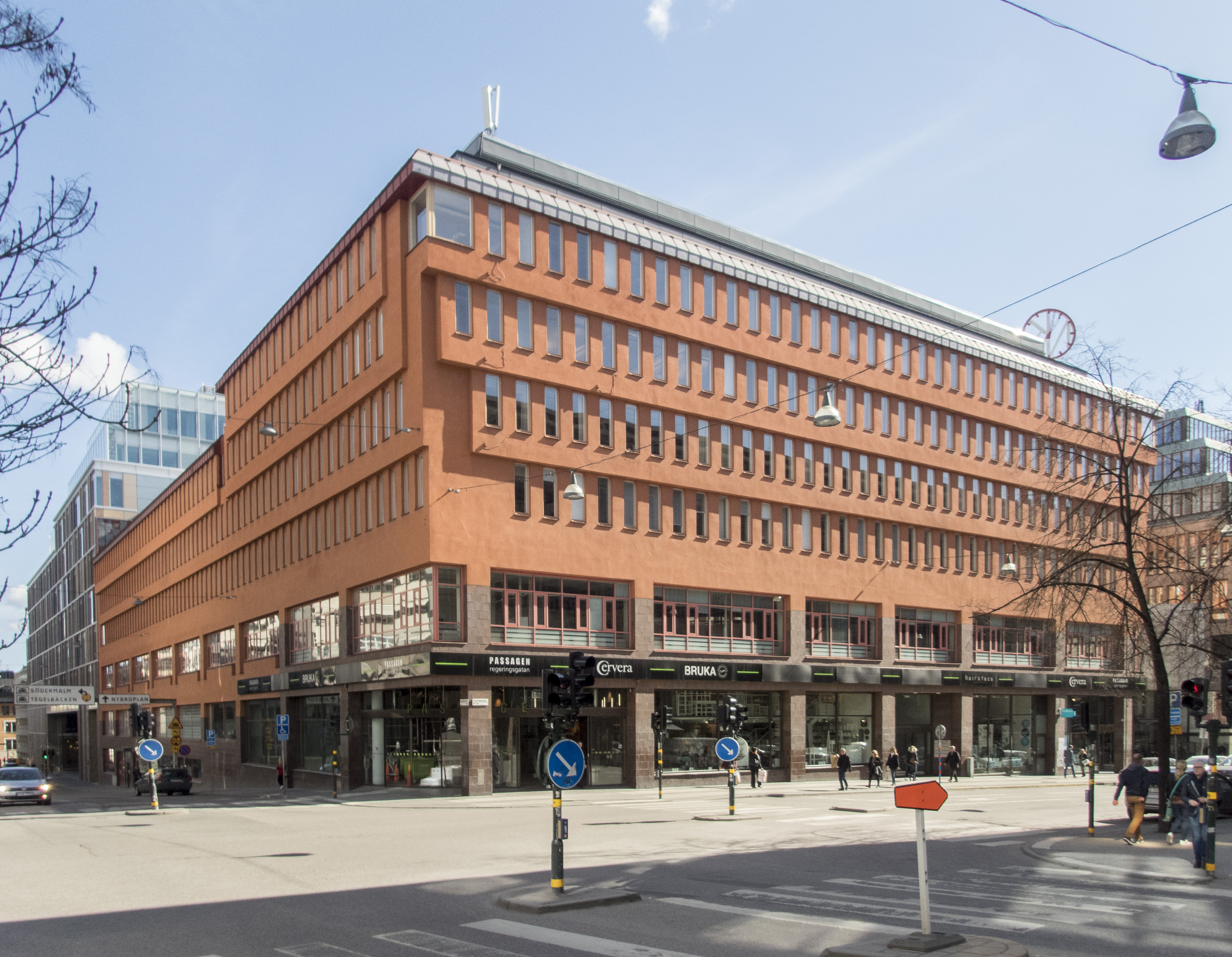
Passagenhuset i april 2016.

Passagenhuset (Hästen 21) var en affärsbyggnad i kvarteret Hästen vid korsningen Regeringsgatan 42–44 / Mäster Samuelsgatan 23–25 på Norrmalm i Stockholm som revs 2023 för att ersättas med en annan byggnad. Byggnaden var grönmärkt av Stadsmuseet i Stockholm, vilket innebär att den bedömdes vara "särskilt värdefull från historisk, kulturhistorisk, miljömässig eller konstnärlig synpunkt".

## Historik

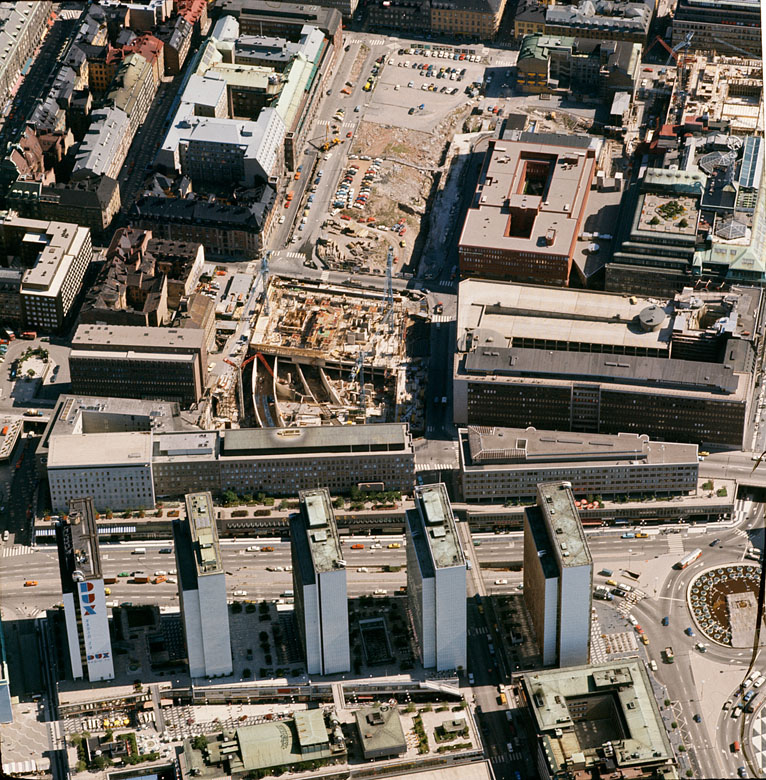
Passagenhuset snett uppåt till höger om bildens mitt. Till vänster om detta pågår bygget av Klaratunnelns gren till Mäster Samuelsgatan, flygfoto från 1973.

Byggnaden uppfördes 1970-1973 på en tomt i det tidigare kvarteret Torsken av AB Nordiska kompaniet (NK) som kontors- och affärshus och invigdes som Arkaden, med anknytning till NK Stockholm. Den sex våningar höga orangeputsade byggnaden med indragen takvåning ritades av arkitekten Bengt Lindroos. Han ritade vid samma tid även NK:s nya entré mot Regeringsgatan, vilken förbinder byggnaden med det äldre varuhuset i kvarteret Hästen. 
Huset ersatte en äldre byggnad med rikt artikulerad putsarkitektur, och något av detta uttryck ville Lindroos återskapa i den nya fasaden. Han lät varje kontorsvåning kraga ut 20 cm för att skapa horisontella uppdelningar samt att ge spel för sol och skugga. Lösningen var dock kostsam och ogillades av konstruktören, men då utformningen gav 150 kvadratmeter extra kontorsyta lät han och byggmästarna John Mattson Fastighet sig övertalas. Utkragningen bidrog till att husets hörn gavs en rikare skulptural behandling.
Affärsgallerian lades ned 1979 varvid huset byggdes om för Svensk Filmindustri till Sveriges första Filmstad, med 11 salonger. Det var främst för att möta Ri-Teatrarnas etablering av multibiografen 7 Rigoletto på Kungsgatan som SF började med multikomplexbiografer. Namnet Filmstaden togs från SF:s gamla inspelningsstudio i Råsunda. 1995 flyttades Filmstaden i Stockholm till en nybyggnad vid Hötorget som Filmstaden Sergel. 1997 återöppnades affärsgallerian som Passagen efter genomgripande ombyggnationer.

### Rivning
Fastighetsbolaget Pembroke Real Estate rev 2023 huset för att ersätta det med en högre affärsbyggnad med större lokalyta. Passagenhuset var grönklassad av Stockholms stadsmuseum, vilket är den näst högsta kulturmärkningen, och rivningen i kombination med läget var därför inte okontroversiell. 
I september 2018 sade Länsstyrelsen nej till en rivning enligt planförslaget med hänvisning till att riksintresset kan skadas påtagligt. Man yrkade istället på ett bevarande av delar av byggnaden, där viktiga karaktärsdrag så som de successivt utkragande fönsterbanden och den tidstypiska färgen på huset bevaras. I november antog dock stadsbyggnadsnämnden planförslaget utan ytterligare ändringar då man inte ansåg att länsstyrelsens förslag gav särskilt stora kulturmiljövärden. Länsstyrelsen beslutade därefter att inte upphäva stadsbyggnadsnämndens beslut att anta detaljplanen för Hästen 21 men rivningen överklagades 2019, en överklagan som avslogs.